# Vláda Maxe Becka
Vláda Maxe Becka byla předlitavská vláda, úřadující od 2. června 1906 do 15. listopadu 1908. Sestavil ji Max Wladimir von Beck poté, co skončila předchozí vláda Konrada Hohenloheho.

## Dobové souvislosti a činnost vlády
Vláda Maxe Becka nastoupila ve chvíli, kdy vrcholila jednání o volební reformě, v jejímž rámci mělo být v Předlitavsku zavedeno všeobecné a rovné volební právo. Kvůli složitosti a politické citlivosti detailů chystaného volebního zákona rezignovala druhá vláda Paula Gautsche a bez jasného závěru se touto otázkou zabývala i krátce existující vláda Konrada Hohenloheho.
Nástup Maxe Wladimira von Becka na post předsedy vlády, s minulostí vysokého úředníka na ministerstvu zemědělství, byl překvapivý. Neočekávané bylo i složení nové vlády. Na rozdíl od převládající tendence předchozích vlád k úřednickým, nadstranickým osobnostem usedlo v nové vládě sedm parlamentních politiků, včetně zástupců německé, české i polské politické scény. Beck byl sice založením konzervativec, ale neměl předsudky vůči parlamentarismu a byl rozhodnut dokončit jednání o volební reformě, což se podařilo jejím schválením v dolní i horní komoře parlamentu v prosinci 1906. Beckova vláda tak přijala zásadní politickou reformu, která proměnila politickou scénu Předlitavska. To se projevilo ve volbách do Říšské rady roku 1907. Dramaticky posílily sociálně demokratické ale i agrární a další stavovské strany, naopak ústup zaznamenaly dosavadní národně liberální a konzervativní formace. Parlament byl ovšem rozstříštěn do velkého množství frakcí podle ideologických a etnických linií.
Na podzim 1907 se Beckovi podařilo prosadit v parlamentu i další zásadní předlohu, obnovené finanční vyrovnání mezi oběma polovinami monarchie. V téže době provedl i částečnou rekonstrukci kabinetu, ale udržel si v něm zástupce významných politických sil, včetně mladočechů. V roce 1908 složitě manévroval při mezinárodně sledované krizi okolo Rakousko-uherské anexi Bosny a Hercegoviny. Na rozdíl od vojenských a dynastických elit neměl pro anexi pochopení a jeho pozice zeslábla. Kromě toho musel řešit regionální problémy související s pokračující etnickou polarizací zemských sněmů, zejména českého, kde po zemských volbách došlo opětovně k obstrukcím a potyčkám. Existenci vlády nakonec ukončila změna postoje německých křesťanských sociálů. On sám se považoval za oběť komplotu a zrady z vlastních řad.

## Složení vlády
| Resort                              | Ministr                         | Nástup do funkce  | Konec funkce       |
| ----------------------------------- | ------------------------------- | ----------------- | ------------------ |
| ministerský předseda                | Max Wladimir von Beck           | 2. června 1906    | 15. listopadu 1908 |
| ministr vnitra                      | Richard von Bienerth            | 2. června 1906    | 15. listopadu 1908 |
| ministr financí                     | Witold Korytowski               | 2. června 1906    | 15. listopadu 1908 |
| ministr kultu a vyučování           | Gustav Marchet                  | 2. června 1906    | 15. listopadu 1908 |
| ministr spravedlnosti               | Franz Klein                     | 2. června 1906    | 15. listopadu 1908 |
| ministr obchodu                     | Josef Fořt                      | 2. června 1906    | 9. listopadu 1907  |
| ministr obchodu                     | František Fiedler               | 9. listopadu 1907 | 15. listopadu 1908 |
| ministr zemědělství                 | Leopold von Auersperg           | 2. června 1906    | 9. listopadu 1907  |
| ministr zemědělství                 | Alfred Ebenhoch                 | 9. listopadu 1907 | 15. listopadu 1908 |
| ministr zeměbrany                   | Franz Xaver von Schönaich       | 2. června 1906    | 24. října 1906     |
| ministr zeměbrany                   | Julius von Latscher-Lauendorf   | 24. října 1906    | 12. ledna 1907     |
| ministr zeměbrany                   | Friedrich von Georgi            | 12. ledna 1907    | 15. listopadu 1908 |
| ministr železnic                    | Julius Derschatta von Standhalt | 2. června 1906    | 15. listopadu 1908 |
| ministr bez portfeje                | Albert Gessmann                 | listopad 1907     | 21. března 1908    |
| ministr veřejných prací             | Albert Gessmann                 | 21. března 1908   | 15. listopadu 1908 |
| ministr pro haličské záležitosti    | Wojciech Dzieduszycki           | 2. června 1906    | 9. listopadu 1907  |
| ministr pro haličské záležitosti    | Dawid Abrahamowicz              | 9. listopadu 1907 | 15. listopadu 1908 |
| český ministr-krajan                | Bedřich Pacák                   | 2. června 1906    | 9. listopadu 1907  |
| český ministr-krajan                | Karel Prášek                    | 9. listopadu 1907 | 15. listopadu 1908 |
| německý ministr-krajan              | Heinrich Prade                  | 2. června 1906    | 9. listopadu 1907  |
| německý ministr-krajan              | Franz Peschka                   | 9. listopadu 1907 | 9. května 1908     |
| německý ministr-krajan              | Heinrich Prade                  | 9. května 1908    | 15. listopadu 1908 |
| společní ministři Rakouska-Uherska: |                                 |                   |                    |
| * ministr zahraničí                 | Agenor Gołuchowski              | 2. června 1906    | 24. října 1906     |
| * ministr zahraničí                 | Alois Lexa von Aehrenthal       | 24. října 1906    | 15. listopadu 1908 |
| * ministr války                     | Heinrich von Pitreich           | 2. června 1906    | 24. října 1906     |
| * ministr války                     | Franz Xaver von Schönaich       | 24. října 1906    | 15. listopadu 1908 |
| * ministr financí                   | István Burián                   | 2. června 1906    | 15. listopadu 1908 |